# いつまでもショパン
『いつまでもショパン』は、中山七里による日本の推理小説。ピアニストの岬洋介が登場する岬洋介シリーズの第3作である。文庫本の解説は映画『さよならドビュッシー』で岬洋介を演じた清塚信也が務めている。
シリーズ初の海外を舞台にした作品となる。

## あらすじ
ポーランドで行なわれるショパン・コンクールの会場で、『ピアニスト』によって手の指10本が全て第2関節から切断されていたという奇怪な殺人事件が発生する。コンクールに出場するため会場に居合わせた岬洋介は殺害現場を検証し始めた。さらには会場周辺ではテロが多発する。

## 登場人物
岬 洋介（みさき ようすけ）
日本のコンテスト参加者。殺人事件で現場の検証も行う。
ポーランド語がとても流暢なので他のコンテスタントと難なく会話することができる。
ヤン・ステファンス
18歳。ステファンス家期待の星でありショパンコンクールに参加することになった。
主にヤンの目線で物語は進められる。
他のコンテスタントの奇抜ながらも素晴らしい演奏を聴くにつれ、ヤンの演奏スタイルである「ポーランドのショパン」に対して疑問を抱くようになる。
一次予選終了後に岬と公園で出会い彼との会話が増える。その内彼の持病の突発性難聴に気づき、大舞台のこのコンクールで発症しないか心配するようになる。
ヴィトルド
ヤンの父で音楽院の教授。「ポーランドのショパン」にこだわっており、ミスタッチには特に厳しい。
カミンスキ
ヤンの元の師。今回のショパンコンクールで審査委員長を務めている。
ガガリロフ
ヤンの同輩。ロシア代表。
レフ・カチンスキ
ポーランド大統領、謎のテロにより暗殺される。
実在する人物だが、実際に暗殺されたわけではない。元の事故はポーランド空軍Tu-154墜落事故参照。
マリア
カチンスキの妻で夫のカチンスキに同道していた。
アレクサンデル
国家安全保障局局長でカチンスキの腹心。
ガーゴル
軍参謀総長でカチンスキの腹心。
マリー
ヤンと岬共通の友人である少女。いつも公園でリスと遊んでいる。母親が近くの花屋で働いているのでいつも公園にいる。
多少ながらもショパンの曲を知っており、好きな曲はショパンのノクターンと子犬のワルツ。
榊場 隆平（さかきば りゅうへい）
岬と同じコンテスタント日本代表。18歳。盲目のピアニストながらも、聴力が発達しており、他のコンテスタントより優れた演奏をする。
エリアーヌ・モロー
フランス人女性のコンテスタント。演奏が素晴らしく優雅であり、ヤンに好意を寄せられる。
エドワード・オルソン
アメリカ人のコンテスタント軍人家計の家に生まれた。ハロルド・オルソン少佐は兄。父親の反対を押し切ってピアニストとなった。
とても陽気であり、本コンクールの観客にツーリストと思われていたが、他のコンテスタントに引けを取らない独特な演奏をした。
ハロルド・オルソン
エドワードの兄のアメリカ軍将校。現在アフニスタン、パキスタン国境付近で転戦中。エドワードが父親に反対されているときにエドワードを庇った。
アントニー・ヴァイベルク主任警部
ポーランド国家警察刑事課主任警部。ピオトルは元の部下であり、殺害の復讐を誓う。
スタニスワフ・ピオトル
テロ対策本部所属。ヴァイベルクの元部下。序盤で指が切断された状態で殺害されてしまう。